# ジェント

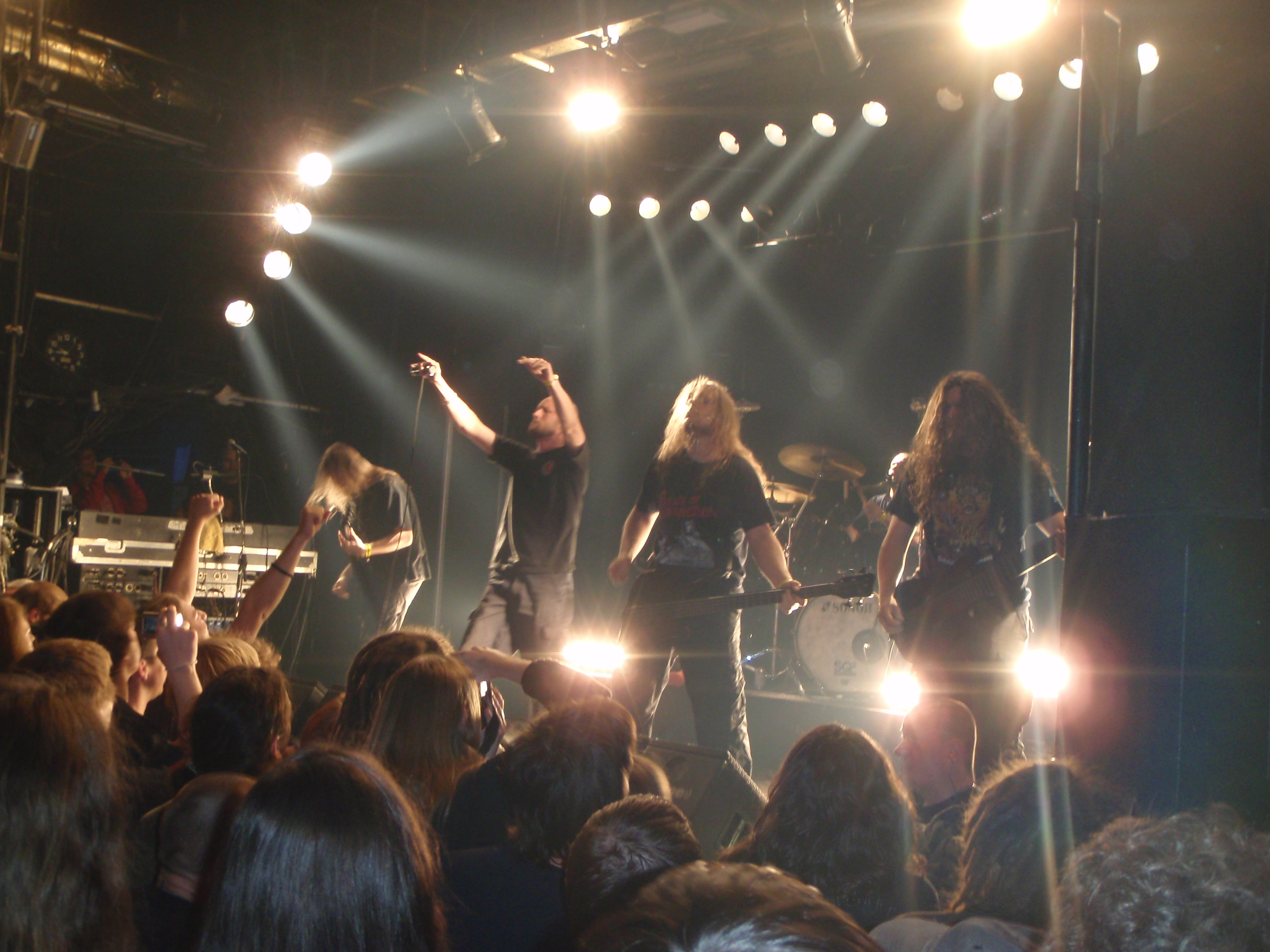
メシュガー

ジェント(英: Djent) は、プログレッシブ・メタルより派生したヘヴィメタルのジャンルの一つ。。

## 概要
2000年代初期に、メシュガーのギタリスト、フレドリック・トーデンダル (Fredrik Thordendal) のプレイが、このジャンルに影響を与えた。その後ペリフェリーのミーシャ・マンソー（Misha Mansoor、デビュー前からインターネットフォーラムへの投稿等で知られていた）によって、インターネットを通じて一般的になった。
7弦ギターもしくは8弦ギターの低音弦上でのパワーコードとブリッジミュートによって得られる独特なディストーションサウンドを擬声語として表したものである。主に旧来の6弦ギターとサウンドの違いを指す意味で用いられるが、かなりカジュアルな用いられ方もされ、その指す所は本来の意味から離れ一定でなくなりつつある
(#批判の項で後述)。

## 詳細/音楽スタイル
上述のように、このジェントにおける重要なアーティストでありサウンドモデルとしてメシュガー、あるいはバンドの中心メンバーであるフレドリック・トーデンダルが挙げられる。また、ジェントと呼ばれる代表的なバンドには、ペリフェリー、アニマルズ・アズ・リーダーズ、ボーン・オブ・オシリス、ヴィルドジャルタなどがある。それらの共通点としては、
1. 8弦ギター（あるいは7弦ギター）を使用[6]
2. ポリリズムやシンコペーション、変拍子を織り交ぜた複雑なリズム[4]
3. メロディではなくリズムによって特徴づけられるギターリフ[4]

などが特筆すべき点であり、音楽的な特徴である。
ペリフェリーやボーン・オブ・オシリスが楽曲によって普通にドロップチューニングによる6弦ギターを使用したり、中音域の弦を2本取り払い、そこへさらに2本の低音弦を追加し、チューニングを低い方からF C F Bb A Bbとした6弦ギターを使用するバンドもいるようである。

## 批判
ジェント・バンドと見なされるバンドを含む幾つかのメタルバンドのメンバーはこの用語を短期的・一時的なブームであると見做し、そのジャンルとしての地位を疑問視し、また非難している。 インターネット発祥であることへの反発という側面もある。
また、「当事者」たるペリフェリーのミーシャ・マンソーはGuitar Messengerのインタヴューにおいて、「自分は "Djenty"(ジェント的な、ジェントっぽい) なサウンドを出せる機材を探していた。『このピックアップは "Djenty" か?』という風に用いていたが、何故か全く別な方向に行ってしまった。人々はそれを音楽のスタイルを指すものだと思ったようだ」と語っている。

## 主なバンド
- アフター・ザ・ベリアル
- アニマルズ・アズ・リーダーズ
- ボーン・オブ・オシリス
- デストレイジ
- エラ
- メシュガー
- ネミック
- ペリフェリー
- シクス
- ストラクチャーズ
- テクスチャーズ
- ベール・オブ・マヤ
- ヴィルドジャルタ
- スカイハーバー